# Otto Mauthe
Otto Mauthe (* 9. November 1892 in Derdingen; † 22. Mai 1974 in Stuttgart) war ein deutscher Gynäkologe:S. 201 und Beamter. Als Obermedizinalrat im Württembergischen Innenministerium während der Zeit des Nationalsozialismus war er in verantwortlicher Position an den Krankenmorden („Aktion T4“) und der systematischen Ermordung von Sinti und Roma beteiligt.
Mauthe hat Anordnungen im Rahmen der NS-Krankenmorde bearbeitet oder auch selbst getroffen und war maßgeblich für die Erfassung und Verlegung von Geisteskranken und Kindern verantwortlich.:S. 103

## Leben und Wirken
Otto Mauthe wurde in Derdingen (heute Oberderdingen) als Sohn eines Forstmeisters geboren.:S. 65 Er studierte von 1911 bis 1920 Medizin in Tübingen und Kiel. Wie sein Vater wurde er Mitglied der katholischen Studentenverbindung KStV Alamannia Tübingen im KV, aus der er später ausgeschieden ist. Zunächst war er Amtsarzt in Herrenberg. 1934 trat er der NSDAP bei.
Mauthe war Obermedizinalrat im Württembergischen Innenministerium und seit 1936 „Berichterstatter für das Irrenwesen sowie Ehe- und Erbgesundheitsfragen“.:S. 60 Er war Stellvertreter von Ministerialrat Eugen Stähle im Geschäftsteil X Medizinalabteilung:S. 12 und diesem unmittelbar unterstellt.:S. 65
Die „Euthanasie“-Aktion lag direkt in seinem Zuständigkeitsbereich, er war „in großem Umfang an ihrer Organisation und Durchführung […] beteiligt“.:S. 65
Mauthe und Karl Mailänder, der Leiter der Württembergischen Landesfürsorgebehörde, begutachteten gemeinsam mit einem badischen Beamten am 24. Mai 1939 die Tötungsanstalt Grafeneck.:S. 18
Grafeneck wurde später zur Durchführung der „Euthanasie“-Morde beschlagnahmt.
Am 7. März 1940 „begaffte“ Mauthe zusammen mit Stähle und anderen in der Tötungsanstalt Grafeneck die Vergasung einer Gruppe weiblicher Opfer.
Nachdem mehrere konfessionelle und privat geführte Anstalten zunächst das Ausfüllen von Meldebögen verweigerten,:S. 75 f.  die den T4-Gutachtern der Zentraldienststelle T4 zur „Auswahl der zu tötenden“ (Werner Kirchert) dienten, setzten sich Mauthe und der Landesjugendarzt Max Eyrich vor Ort mit besonderer Hartnäckigkeit ein, füllten Meldebögen teilweise eigenhändig aus:S. 103 :S. 76 f. und unternahmen „regelrechte Patientenselektionen“.:S. 65

„In der Liste der Staatspfleglinge habe ich alle diejenigen mit blauem Winkel bezeichnet, die nicht, oder ganz wenig arbeiten, meist schon länger in der Anstalt sind und nicht aus der Umgebung […] stammen“

In Zusammenarbeit mit dem Reichsausschuß zur wissenschaftlichen Erfassung von erb- und anlagebedingten schweren Leiden errichteten Stähle und Mauthe auch eine – euphemistisch benannte – „Kinderfachabteilung“:S. 52 bei den Städtischen Kinderheimen und Kinderkrankenhäusern in Stuttgart.
Dort wurden unter der Leitung von Karl Lempp Kinder und Neugeborene ermordet („Kinder-Euthanasie“).:S. 114

## Nachkriegszeit und Grafeneck-Prozess
Im sogenannten Grafeneck-Prozess, der am 8. Juni 1949 auf Schloss Hohentübingen begann, wurde Mauthe wegen Beteiligung an der Ermordung von 10.654 „Geisteskranken“ im Zuge der „Euthanasie“-Aktion angeklagt.
Mit ihm vor Gericht standen Max Eyrich, Alfons Stegmann, Martha Fauser sowie zwei Kriminalbeamte und zwei ehemalige Pfleger. Alle anderen Beteiligten waren unauffindbar. Die Angeklagten außer Fauser wurden nicht der Täterschaft, sondern nur der Beihilfe angeklagt.:S. 102
Mauthe behauptete in der Verhandlung, er habe die „Euthanasie“ entschieden abgelehnt und zu sabotieren versucht und belastete hauptsächlich den vor Prozessbeginn verstorbenen Stähle.:S. 105
Am 5. Juli 1949 verurteilte das Schwurgericht Tübingen Mauthe wegen Verbrechen gegen die Menschlichkeit in Form der Beihilfe zu einer fünfjährigen Haftstrafe.
Das Gericht folgte dabei „in zahlreichen Fällen den Perspektiven der beschuldigten Täter.“:S. 79 Keinem der Angeklagten wurden die bürgerlichen Ehrenrechte abgesprochen.:S. 115
In der Urteilsbegründung hieß es, Mauthe sei insbesondere für den sogenannten Sperrerlass vom 9. September 1940 verantwortlich gewesen, „der die Entlassung von Kranken aus den Heilanstalten nur nach Genehmigung des Innenministeriums gestattete“; entsprechende Entlassungsanträge habe er abgelehnt.
Das Gericht stellte überdies fest, Mauthe habe Angehörige, die um Auskunft über in Grafeneck Ermordete baten, arglistig getäuscht sowie die Verlegung einiger Kinder in „Kinderfachabteilungen“ angewiesen.:S. 106
Mauthe und Stegmann gingen 1950 gegen das Urteil in Berufung, ebenso wie die Staatsanwaltschaft, die härtere Strafen nach dem neuen deutschen Strafgesetz forderte.:S. 116 Die Berufung vor dem Oberlandesgericht Tübingen wurde jedoch abgelehnt.
Otto Mauthe trat die Haftstrafe nie an; aus „gesundheitlichen Gründen“ sah die Justiz 1958 endgültig von einer weiteren Strafverfolgung ab.:S. 66
Er starb am 22. Mai 1974 in Stuttgart.

## Schriften (Auswahl)
- Otto Mauthe: Beitrag zur Gesichtslage aus der Universitätsfrauenklinik Tübingen. (= Dissertation, Universität Tübingen, 1920). Tübingen 1920, OCLC 313991679.
- Familien in Neuenstadt am Kocher 1558–1860. Stuttgart-Degerloch 1959, OCLC 866786376.